# DVB-T v Česku
DVB-T v Česku byl standardem digitálního televizního vysílání přes pozemní vysílače na území státu. Od prosince 2019 do října 2020 probíhal v České republice přechod na novější standard DVB-T2.

## Historie
O zahájení diskuze nad přechodem analogového televizního a rozhlasového vysílání v České republice na digitální můžeme hovořit se zveřejněním Aktualizace Koncepce přechodu na zemské digitální rozhlasové a televizní vysílání v České republice, pro období zahájení řádného zemského digitálního vysílání 2004–2006 dne 22. ledna 2004. Tento materiál vypracovalo tehdejší Ministerstvo informatiky České republiky (jeho funkci převzalo Ministerstvo vnitra) a jednalo se o aktualizaci koncepce, kterou přijala vláda již 9. července 2001. Podle tohoto materiálu se mělo začít digitálně vysílat již od roku 2004, přičemž držitelé stávajících analogových licencí neměli mít automatický nárok také na digitální licenci. Předpokládalo se, že vzniknou dva multiplexy s minimálně čtyřmi programy, přičemž samotný multiplex pro veřejnoprávní média nebyl plánován. Jako standard byl zvolen DVB-T. V daném období se nepočítalo s digitalizací rozhlasového vysílání.
Důvodů pro digitalizaci vysílání bylo několik. Jednak je tento způsob přenosu efektivnější, takže v rámci stejného frekvenčního pásma je možné přenášet více programů najednou. Dále je digitální signál kvalitnější než analogový, a to i na místech s horším příjmem signálu. Digitální vysílání nabízí také digitální služby, které analogové vysílání není schopno zajistit, jako je např. více jazykových verzí programu, elektronický programový průvodce, interaktivní aplikace včetně zpětného přenosu dat apod.
Nevýhodou digitalizace je nutnost nahradit stávající technické vybavení provozovatelů i příjemců televizního vysílání. Tyto náklady si nese každý sám, stát v tomto směru neposkytuje žádnou finanční či materiální pomoc. Dalším problémem (zejména pro starší diváky) je nutnost naučit se zacházet s novou technikou a správně naladit set-top box nebo televizi.
Ostrý start digitálního vysílání nastal 21. října 2005, kdy začal vysílat tzv. dočasný multiplex A obsahující programy České televize a Českého rozhlasu. K němu se v následujících letech připojily ještě dočasné multiplexy B a C. Testovací provoz byl ukončen v roce 2008.
- V květnu 2000 začal první experimentální pozemní digitální vysílání DVB-T.
- V říjnu 2005 přešlo experimentální vysílání do standardního komerčního provozu.
- V červenci 2008 začal vysílat první digitální vysílač (Krašov na Plzeňsku).
- V říjnu 2010 byl dokončen veřejnoprávní multiplex (MUX 1).
- V červenci 2011 byla dokončena výstavba třetího multiplexu, které České radiokomunikace vybudovaly pro společnost Czech Digital Group. Multiplex pokrýval 95,7 % obyvatel.
- V listopadu 2011 byl dokončen druhý multiplex.
- V říjnu 2020 byl vypnut poslední vysílač standardu DVB-T a dokončeno přeskupení vysílacích kanálů pro čtyři multiplexy ve standardu DVB-T2.[1]

## Regionální sítě DVB-T/T2

### Regionální síť 1(Meridi)
| Název stanice                     | Logo stanice | Rozlišení |
| --------------------------------- | ------------ | --------- |
| JČ 1                              |              | 960×540p  |
| JČ 2                              |              | 960×540p  |
| regionalnitelevize.cz             |              | 960×540p  |
| regionálnítelevize.cz Jižní Čechy |              | 960×540p  |

### Regionální síť 4(Prague Digital TV)
Multiplex pokrývá Prahu.
| Název stanice    | Logo stanice | Rozlišení  | kódované |
| ---------------- | ------------ | ---------- | -------- |
| Praha TV         |              | 960×540p   | ne       |
| AMC              |              | 960×540p   | ano      |
| Joj Cinema HD    |              | 1920×1080p | ano      |
| Film+ HD         |              | 1920×1080p | ano      |
| Nova Sport 1 HD  |              | 1920×1080p | ano      |
| Nova Sport 2 HD  |              | 1920×1080p | ano      |
| Viasat Nature HD |              | 1920×1080p | ano      |
| Viasat History   |              | 1920×1080p | ano      |
| Minimax          |              | 960×540p   | ano      |
| Leo TV HD        |              | 1920×1080p | ano      |
| Rádio Dechovka   |              | rozhlas    | ne       |
| Český Impuls     |              | rozhlas    | ne       |

### Regionální síť 12(Czech Digital Group)
| Název stanice | Logo stanice | Rozlišení |
| ------------- | ------------ | --------- |
| Óčko Black    |              | 960×540p  |
| Óčko Expres   |              | 960×540p  |

## Finální multiplexy DVB-T2

### Multiplex 21(VlastníkemČeská televize, ProvozovatelemČeské Radiokomunikace)
| Název stanice   | Logo stanice | Rozlišení  |
| --------------- | ------------ | ---------- |
| ČT 1 HD         |              | 1920×1080p |
| ČT 2 HD         |              | 1920×1080p |
| ČT 3 HD         |              | 1920×1080p |
| ČT 24 HD        |              | 1920×1080p |
| ČT sport HD     |              | 1920×1080p |
| ČT :D/ČT art HD | /            | 1920×1080p |
| ČT 1 JM HD      |              | 1920×1080p |
| ČT 1 SM HD      |              | 1920×1080p |

### Multiplex 22(České Radiokomunikace)
| Název stanice  | Logo stanice | Rozlišení |
| -------------- | ------------ | --------- |
| Prima          |              | 1280×720p |
| Prima +1       |              | 960×540p  |
| Prima Cool     |              | 1280×720p |
| Prima Love     |              | 1280×720p |
| Prima Zoom     |              | 1280×720p |
| Prima Max      |              | 1280×720p |
| Prima Krimi    |              | 1280×720p |
| CNN Prima News |              | 1280×720p |
| Prima STAR     |              | 960×540p  |
| Prima SHOW     |              | 960×540p  |
| Óčko           |              | 1280×720p |
| Óčko STAR      |              | 1280×720p |
| Retro Music TV |              | 960×540p  |
| Test-1         |              |           |
| Test-2         |              |           |
| Radio Proglas  |              | rozhlas   |

### Multiplex 23(České Radiokomunikace)
| Název stanice    | Logo stanice | Rozlišení  |
| ---------------- | ------------ | ---------- |
| Nova             |              | 960×540p   |
| Nova Cinema      |              | 960×540p   |
| Seznam.cz TV     |              | 1440×1080p |
| TV Barrandov     |              | 1440×1080p |
| Barrandov Kino   |              | 960×540p   |
| Barrandov Krimi  |              | 960×540p   |
| TV Noe           |              | 960×540p   |
| Sporty TV        |              | 1440×1080p |
| A11              |              | 960×540p   |
| Spektrum Home    |              | 960×540p   |
| Warner TV        |              | 960×540p   |
| Hit TV           |              | 960×540p   |
| DVTV Extra       |              | 960×540p   |
| Rádio Dechovka   |              | rozhlas    |
| Český Impuls     |              | rozhlas    |
| Rádio Impuls     |              | rozhlas    |
| Ukrajinské radio |              | rozhlas    |
| Rock Zone 105,9  |              | rozhlas    |

### Multiplex 24(Digital BroadcastingRadima Pařízka)
| Název stanice        | Logo stanice | Rozlišení |
| -------------------- | ------------ | --------- |
| Nova                 |              | 960×540p  |
| Nova Fun             |              | 960×540p  |
| Nova Gold            |              | 960×540p  |
| Nova Action          |              | 960×540p  |
| Paramount Network    |              | 960×540p  |
| Relax                |              | 960×540p  |
| Rebel                |              | 960×540p  |
| JOJ Family           |              | 960×540p  |
| CS Mystery           |              | 960×540p  |
| Šlágr TV             |              | 960×540p  |
| Sport 5              |              | 960×540p  |
| TV Galerie           |              | 960×540p  |
| Klenot TV            |              | 960×540p  |
| ABC TV               |              | 960×540p  |
| Televize přes anténu |              | 960×540p  |
| Rádio Čas            |              | rozhlas   |
| Rádio Čas Rock       |              | rozhlas   |
| Rádio Dálnice        |              | rozhlas   |

### Regionální stanice multiplexu 24
| Název stanice               | Regiony                     |
| --------------------------- | --------------------------- |
| Jihočeská televize          | Jihočeský                   |
| ZAK TV                      | Plzeňský, Karlovarský       |
| rtm plus Liberecko          | Liberecký                   |
| V1                          | Královéhradecký, Pardubický |
| Info TV Brno a Jižní Morava | Jihomoravský                |
| TV Morava                   | Olomoucký                   |
| Polar HD                    | Moravskoslezský             |
| LTV Plus                    | Ostravsko                   |
| TVS                         | Zlínský                     |